# Léon Pourtau
Léon Pourtau (Burdeos, 1872 - Océano Atlántico, 4 de junio de 1898) fue un pintor y músico francés. 

## Biografía
A los quince años, siendo aprendiz de tipógrafo, dejó Burdeos para marcharse a París. Mientras trabajaba en un pequeño restaurante en la  Rue Lafayette donde se reunían músicos de la Orchestre Lamoureux. Gracias a ellos consigue trabajo como clarinetista en un café concierto de La Villete. Luego se fue de gira con una banda de circo, ayudaba a montar la carpa del mismo y a bañar a los elefantes. De vuelta en París entró al Conservatorio. En este periodo se casa y tiene dos hijos, convirtiéndose tan solo a los 22 años en profesor del Conservatorio de Lyon.
A pesar del oficio de músico, su verdadera vocación es la pintura. Conoció a George Seurat, quién le transmitió la técnica impresionista. Poco después aprovecha una gira como músico para exponer su obra Quatre heures de l'après-midi en Filadelfia durante 1896 a 1897, lo que a la postre sería su única exposición. Para volver a Havre, Pourtau embarca en el SS Borgoña, el cual chocó contra el barco de bandera británica Cromartyshire frente a la Isla Sable, hoy perteneciente a Canadá el 4 de junio de 1898. El pintor falleció en el accidente.